# جيريمي مانينغ
جيريمي مانينغ (بالإنجليزية: Jeremy Manning)‏ هو لاعب اتحاد الرغبي نيوزيلندي، ولد في 11 سبتمبر 1985 في بلنهيم في نيوزيلندا.

## وصلات خارجية
- جيريمي مانينغ على موقع دوري الرغبي الممتاز (الإنجليزية)
- جيريمي مانينغ عل موقع إسبنسكروم (الإنجليزية)
- جيريمي مانينغ على موقع ItsRugby.co.uk (الإنجليزية)